# Hema Sardesai
Hema Sardesai (n. de Bombay) también conocida simplemente como Hema, es una cantante de playback o reproducción india, más conocida por sus canciones en lengua Hindi.
Durante su carrera, ha interpretado canciones Sardesai de playback o reproducción para más de 60 películas de Bollywood, ha lanzado varios álbumes Indipop que fueron éxitos, y ha realizado numerosos espectáculos en vivo en casi todos los estados de la India y de giras mundiales en diferentes países alrededor del mundo. 
Sardesai es considerada como la única cantante india para ganar el Gran Premio en el 16 º Festival Internacional de la Canción Pop en Alemania, y la única cantante femenina que no sea de Lata Mangeshkar, para particioar en las celebraciones del 50 aniversario del Día de la Independencia de la India. 

## Famosas canciones
Las canciones de Hema se las puede encontrar también en su sitio web:
- Ishq Chandi Hai - Biwi No.1
- Jungle Hai Aadhi Raat Hai - Biwi No.1
- Jaanam Samjha Karo - Jaanam Samjha Karo
- Apun Bola - Josh
- Sona Sona Ye Na Hona - Soldier
- Tere Pyaar Mein - Zor
- Mein Kudi Anjaani Ho - Zor
- Awaara Bhavaren - Sapnay
- Hulle Hulle - Aar Ya Paar
- Hai Re Hai Re - Khushi
- Kehna Hai Tumse Kehna - Mann
- Naach meri Jaan - Mujhe Meri Biwi Se Bachaao
- Na Heera Na Moti - Kunwara
- Eli Re Eli - Yaadein
- Tere Sang Ek Simple Si Coffee - Zameen
- O Maria - Josh
- Chali Chali Phir Chali Chali - Baghban
- Khalli Valli - Market
- Qayamat Qayamat - Qayamat
- Asambhav - Asambhav
- Chori Chori - Garam Masala
- Badal Pe Paon Hai - Chak De! India